# 46a Mostra Internacional de Cinema de Venècia
La 46a Mostra Internacional de Cinema de Venècia es va celebrar entre el 4 i el 15 de setembre de 1989.

## Jurat
El jurat de l'edició de la Mostra de 1989 era format per:
- Andrei Smirnov: President
- Néstor Almendros
- Pupi Avati
- Klaus Maria Brandauer
- Danièle Heymann
- Eleni Karaindrou
- Mariangela Melato
- David Robinson
- Jin Xie
- John Landis

## Selecció oficial

### En competició
| Títol original                           | Director(s)           | País de producció        |
| ---------------------------------------- | --------------------- | ------------------------ |
| Et la lumière fut                        | Otar Iosseliani       | França/ Alemanya         |
| Australia                                | Jean-Jacques Andrien  | Bèlgica/ França          |
| Berlin-Yerushalaim                       | Amos Gitai            | Israel                   |
| Blauäugig                                | Reinhard Hauff        | Alemanya                 |
| Christian                                | Gabriel Axel          | Dinamarca                |
| Beiqing chengshi                         | Hou Hsiao-hsien       | República de la Xina     |
| In una notte di chiaro di luna           | Lina Wertmüller       | Itàlia                   |
| Sen no Rikyu: Honkakubô ibun             | Kei Kumai             | Japó                     |
| I Want to Go Home                        | Alain Resnais         | França                   |
| Island                                   | Paul Cox              | Austràlia                |
| Layla                                    | Taïeb Louhichi        | Algèria/ Tunísia/ França |
| M' agapas?                               | Giorgos Panousopoulos | Grècia                   |
| New Year's Day                           | Henry Jaglom          | Estats Units             |
| Fallgropen                               | Vilgot Sjöman         | Suècia                   |
| Recordações da Casa Amarela              | João César Monteiro   | Portugal                 |
| She's Been Away (de la sèrie Screen One) | Peter Hall            | Regne Unit               |
| Sedím na konári a je mi dobre            | Juraj Jakubisko       | Txecoslovàquia           |
| Scugnizzi                                | Nanni Loy             | Itàlia                   |
| Ek Din Achanak                           | Mrinal Sen            | Índia                    |
| Muzh i doch' Tamary Aleksandrovny        | Olga Narouskaia       | Unió Soviètica           |
| El sueño del mono loco                   | Fernando Trueba       | Espanya                  |
| Che ora è                                | Ettore Scola          | Itàlia                   |
| La femme de Rose Hill                    | Alain Tanner          | Suïssa                   |

## Seccions autònomes

### Setmana de la Crítica del Festival de Cinema de Venècia
Les següents pel·lícules foren exhibides com en competició per a aquesta secció:
- Koma de Nijole Adomenajte
- Corsa di primavera de Giacomo Campiotti
- O Sangue de Pedro Costa
- Chameleon Street de Wendell B. Harris Jr.
- Kotia päin d'Ilkka Järvi-Laturi
- Jaded d'Oja Kodar
- Il prete bello de Carlo Mazzacurati
- Un monde sans pitié d'Éric Rochant
- Lover Boy de Geoffrey Wright

## Premis
- Lleó d'Or:

Massimo Troisi, un dels guanyadors de la Copa Volpi al Millor Actor en l'edició de l'any

  - Beiqing chengshi de Hou Hsiao-hsien
- Gran Premi Especial del Jurat:
  - Et la lumière fut d'Otar Iosseliani
- Lleó de Plata:
  - Recordações da Casa Amarela de João César Monteiro
  - Sen no Rikyu: Honkakubô ibun de Kei Kumai
- Premi Osella:
  - Millor guió - Jules Feiffer (I Want to Go Home)
  - Millor fotografia- Giorgos Arvanitis (Australia)
  - Millor Música - Claudio Mattone (Scugnizzi)
- Copa Volpi:
  - Millor Actor - Massimo Troisi i Marcello Mastroianni (Che ora è)
  - Millor Actriu - Peggy Ashcroft i Geraldine James (She's Been Away)
- Medalla d'Or del President del Senat Italià:
  - Scugnizzi by Nanni Loy
- Lleó d'Or a la carrera:
  - Robert Bresson
- Ciak Daurat: 
  - Millor pel·lícula - I Want to Go Home d'Alain Resnais
  - Millor Actor - Massimo Troisi (Che ora è)
  - Millor Actriu - Peggy Ashcroft (She's Been Away)
- Premi FIPRESCI:
  - Setmana de la Crítica - Un monde sans pitié d'Eric Rochant
  - Competicií - Dekalog de Krzysztof Kieślowski
- Premi OCIC:
  - Che ora è d'Ettore Scola
- Premi OCIC - Menció Honorífica:
  - Ek Din Achanak de Mrinal Sen
- Premi UNICEF:
  - Reinhard Hauff (Blauäugig)
- Premi UNESCO:
  - Hou Hsiao-hsien (Beiqing chengshi)
- Premi Pasinetti:
  - Millor pel·lícula - I Want to Go Home d'Alain Resnais
  - Millor actor - Massimo Troisi (Che ora è)
  - Millor actriu - Peggy Ashcroft (She's Been Away)
- Premi Pietro Bianchi:
  - Francesco Rosi
- Petit Lleó d'Or:
  - Scugnizzi de Nanni Loy
  - She's Been Away de (Peter Hall
- Premi Elvira Notari:
  - Olga Narutskaya (Muzh i doch' Tamary Aleksandrovny)
- Premi Filmcritica "Bastone Bianco":
  - Nanni Moretti (Palombella rossa)
- Premi Filmcritica "Bastone Bianco" - Menció Especial:
  - Otar Iosseliani (Et la lumière fut)
  - Amos Gitai (Berlin-Yerushalaim)
  - João César Monteiro (Recordações da Casa Amarela)
- Premi Sergio Trasatti:
  - Peter Hall (She's Been Away)
- Premi Nens i Cinema:
  - Krzysztof Kieślowski (Dekalog)
- Premi Kodak-Cinecritica:
  - Eric Rochant (Un monde sans pitié)